# 小野俊賢
小野 俊賢（おの としかた）は、戦国時代から安土桃山時代にかけての武士。毛利氏の家臣。

## 生涯
永禄3年（1560年）に生まれ、毛利氏家臣である小野俊久の養子となる。
永禄5年（1562年）9月3日、養父・俊久は妻が懐妊したことを市川経好に報告し、生まれた子の男女に関わらず生まれた子に長門国厚狭郡末益名内の30石足の所領を譲り、俊賢（当時は幼名は慶千代丸）を名代にすることを取り決めた。
永禄10年（1567年）5月7日、福原貞俊の加冠を受けて元服。また、養父・俊久が筑前国の宝満山城に入城することとなったため、同年10月13日、小野氏の家督と鎌倉時代以来の代々の証文を俊久から譲られた。
小野氏の家督を継いだ俊賢だったが早世し、その後は俊久の実子の俊資が後継となった。